# Blangy-sur-Ternoise
Blangy-sur-Ternoise (Aussprache [blɑ̃ˈʒi syʁ tɛʁnˈwaz]) ist eine französische Gemeinde mit 700 Einwohnern (Stand: 1. Januar 2022) im Département Pas-de-Calais in der Region Hauts-de-France. Sie gehört zum Arrondissement Montreuil und zum Gemeindeverband Les 7 Vallées. Die Einwohner werden Blangiacquois und Blangiacquoises genannt.

## Geographie
Die Gemeinde Blangy-sur-Ternoise liegt etwa 33 Kilometer östlich von Montreuil-sur-Mer in der historischen Provinz Artois am Fluss Ternoise. Nachbargemeinden von Blangy-sur-Ternoise sind Maisoncelle im Nordwesten und Norden, Tilly-Capelle im Norden und Osten, Humerœuille im Osten und Südosten, Éclimeux im Süden, Blingel im Südwesten, Rollancourt im Südwesten und Westen sowie Béalencourt im Nordwesten.

## Bevölkerungsentwicklung
| Jahr                       | 1962 | 1968 | 1975 | 1982 | 1990 | 1999 | 2006 | 2013 | 2022 |
| -------------------------- | ---- | ---- | ---- | ---- | ---- | ---- | ---- | ---- | ---- |
| Einwohner                  | 728  | 750  | 677  | 727  | 747  | 756  | 748  | 744  | 700  |
| Quellen: Cassini und INSEE |      |      |      |      |      |      |      |      |      |

## Sehenswürdigkeiten
- Kirche Saint-Gilles
- Kloster Sainte-Berthe, vermutlich um 686 gegründet, später Kloster der Benediktinerinnen

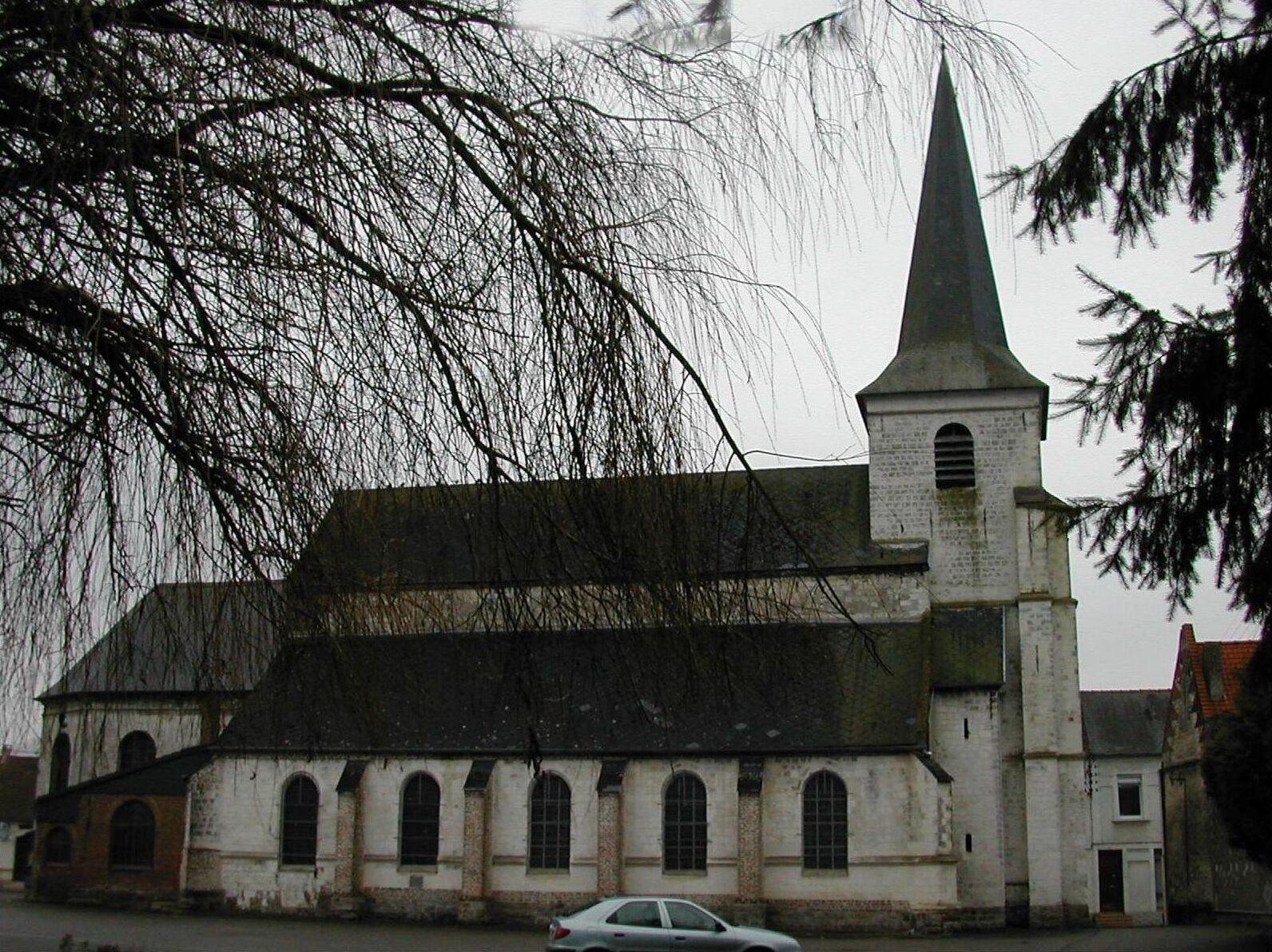
Kirche Saint-Gilles
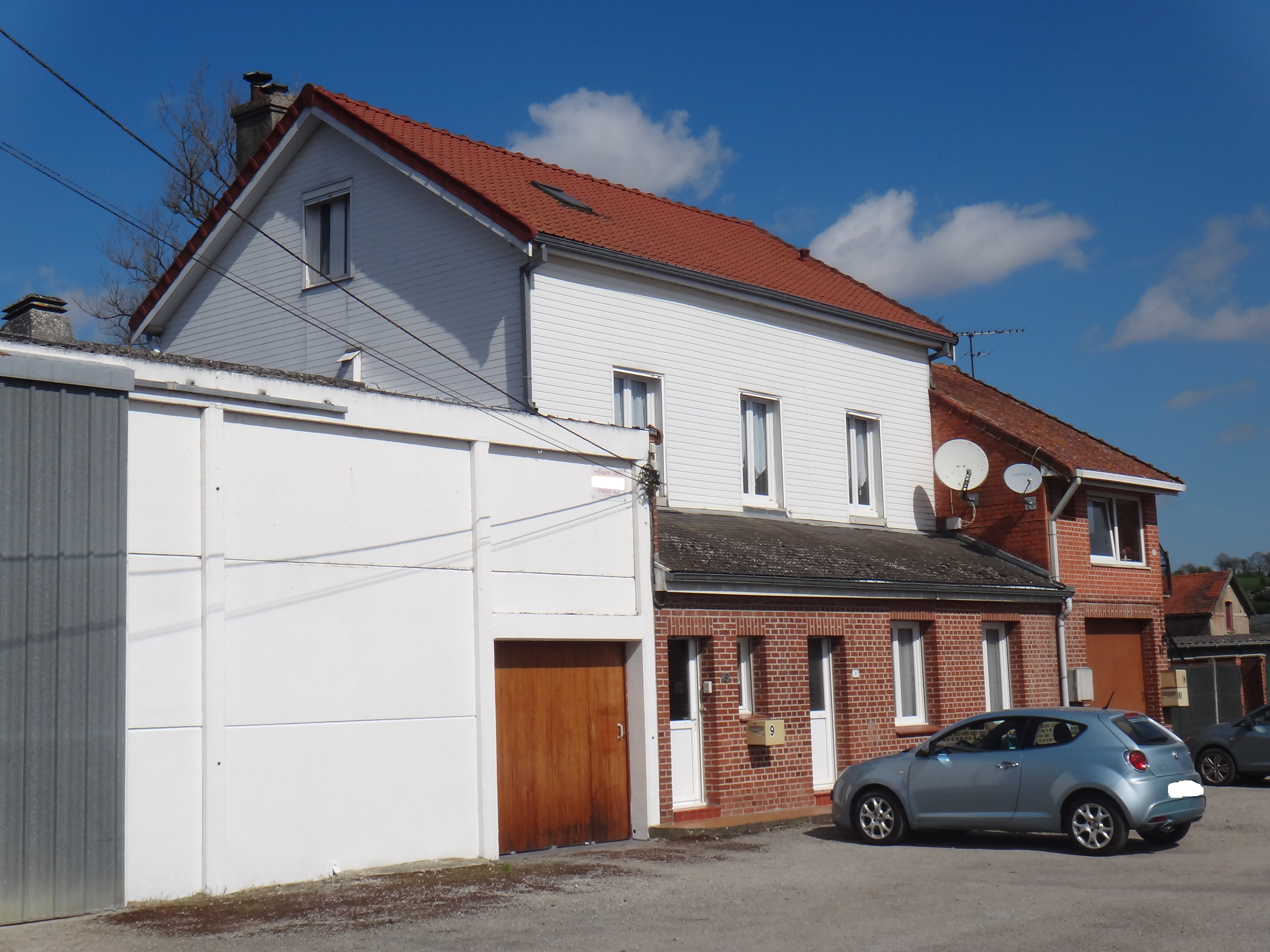
Bahnhof
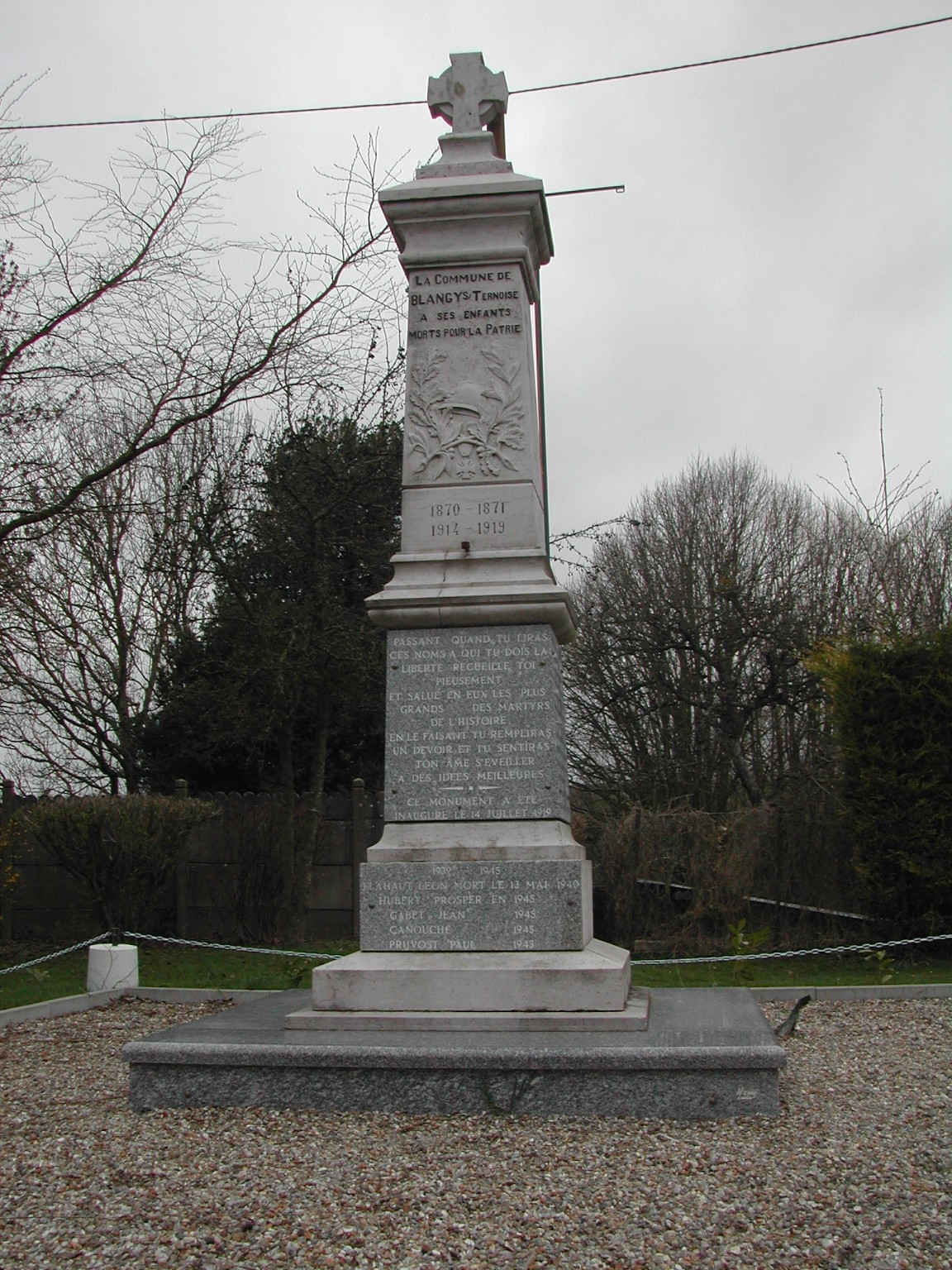
Gefallenendenkmal

## Persönlichkeiten
- Bertha von Blangy (Mitte des 7. Jahrhunderts–725), Adlige, Gründerin, erste Äbtissin sowie Namensgeberin des Klosters Sainte-Berthe